# دافني هامبسون
دافني هامبسون (بالإنجليزية: Daphne Hampson)‏ هي ثيولوجية بريطانية، ولدت في 1944.

## وصلات خارجية
- الموقع الرسمي